# Station Wien Wolf in der Au
Wien Wolf in der Au is een station van de S-Bahn van Wenen. Het station bevindt zich in het uiterste westen van Wenen, in het district Penzing.
Het station is vernoemd naar een herberg die 'Wolf in der Au' heette. Die herberg zou zo zijn genoemd omdat er voor het laatst in 1833 een wolf is doodgeschoten in de Auhof.